# Giovanni Hiwat
Giovanni Hiwat (Zwolle, 11 novembre 1993) è un calciatore olandese, attaccante dell'Achilles '29.

## Carriera
Ha esordito in Eredivisie con il PEC Zwolle nella stagione 2012-2013.

## Palmarès

### Club

#### Competizioni nazionali
- Eerste Divisie: 3

Zwolle: 2011-2012
Cambuur: 2012-2013
Sparta Rotterdam: 2015-2016
- Coppa dei Paesi Bassi: 1

PEC Zwolle: 2013-2014